# 列奥尼达一世

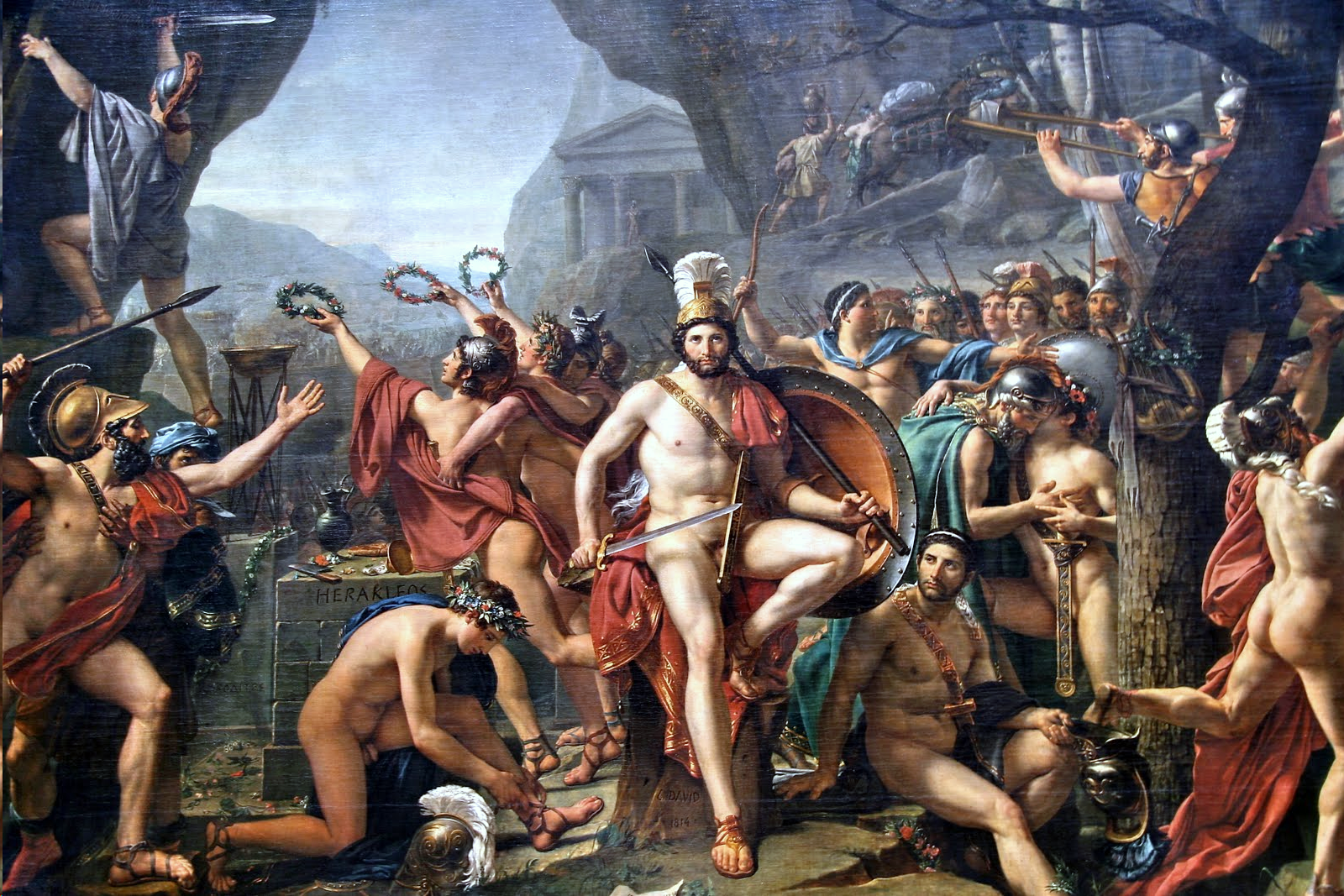
《列奥尼达在温泉关》 大卫作

列奥尼达一世（希臘語：Λεωνίδας，名字的意思是“狮子的儿子”，？—前480年），又译李奥尼达一世，古代斯巴达国王，出自亚基亚德世系，陣亡於第二次波希战争中的温泉关之役。他率领的300名斯巴达士兵的英勇表现使他成为了古希腊英雄人物。

## 生平
传说为海格力士的后裔。妻子是戈爾戈。
他可能于前490年到前488年间经历一系列斗争后取得斯巴达王位。前480年，列奥尼达率300名斯巴达精兵和400名底比斯志愿军和6000名希腊各其它城邦的联军在温泉关抵挡数量上远远超过他们的波斯军队。希腊军曾坚守3天。第三天，一名希腊居民带领波斯军队沿着山区的小径绕到希腊联军的后方。见此列奥尼达解散了联军，留下300名斯巴达精兵与400名底比斯志愿军。列奥尼达率众英勇作战，给波斯军队造成很大损失，薛西斯一世的两个弟弟也死于战斗。终因寡不敌众，列奥尼达等300斯巴达精兵全部战死，波斯军队付出很大代价才占领温泉关。但也因为列奥尼达的奋战，雅典海军有了足够时间准备与波斯军队决战。
波斯首領薛西斯一世为报复，下令找到列奥尼达尸体，砍下首级，梟首於一把長矛之上。希腊人后来在温泉关为列奥尼达等300斯巴达精兵修建了墓碑，作為纪念。

## 流行文化
在〈Fate/Grand Order〉中，以Lancer職階登場，持有的寶具是炎門守護者（Thermopylae Enomotia）